# Escape from Tarkov
Escape from Tarkov (з англ. — Втеча з Тáркова, скорочено — EFT) — російська сюжетна багатокористувацька рольова відеогра від першої особи, розроблена російською компанією Battlestate Games під керівництвом Микити Буянова, що поєднує в собі жанри FPS, бойового симулятора і RPG з ММО елементами.
Гра для операційних систем Windows і macOS була анонсована 5 листопада 2015 року. З 28 липня 2017 року розпочався закритий бета-тест.

## Геймплей

### Ігровий світ
Події гри розгортаються у всесвіті «Росія 2028», створеному Микитою Буяновим у 2009 році і раніше використаному у грі Contract Wars (з англ. — Контрактні війни). Місце дії — вигадане російське місто Тарков в Норвінскій області, у минулому зоні економічного співпраці Росії та Європейського союзу. Локація гри — місто і його околиці —  ізольована від зовнішнього світу миротворчими силами ООН і збройними силами Росії після політичної кризи, викликаної незаконною діяльністю транснаціональної корпорації TerraGroup. У місті — активний збройний конфлікт між двома приватними військовими підрозділами: USEC (представляють інтереси TerraGroup) та BEAR (представляють інтереси Уряду РФ).

### Дійові особи

#### USEC
Приватна армія, найманці міжнародної корпорації TerraGroup, захищають об'єкти роботодавця, активно перешкоджаючи проведеного місцевою владою розслідування діяльності корпорації. USEC також забезпечує силову підтримку і прикриття незаконних робіт і досліджень іноземної компанії.

#### BEAR
Формально — приватний силовий підрозділ, який офіційно не входить в структуру ЗС РФ. Найнятий урядом Норвінской області для розслідування і пошуку будь-яких доказів протиправних дій TerraGroup. За чутками підрозділ створено Урядом Росії.

#### Дикі
Місцеві жителі, які стали заручниками оточеного міста і звернулися до бандитизму. У протистоянні Дикі не приймають чиюсь сторону, але стають жорстокими бійцями, коли справа доходить до захисту захоплених ними територій і награбованих цінностей. У деяких банд Диких є ватажки, відомі імена двох: Рішала — на карті «Митниця» і Кілла — на карті «Розв'язка». Також на карті «Лабораторія» можна зустріти диких-рейдерів — колишніх операторів ПВК, що стали на шлях бандитизму.

### Сюжет
Гравець обирає одну зі сторін конфлікту — USEC, BEAR — і виконує роль колишнього найманця, якому потрібно знайти вихід з міста, аби вижити. Проходження розділено на окремі сценарії, послідовність яких залежить від дій гравця. Доступні одиночні і групові рейди по всіх локаціях Таркова. У рейді гравець може виконувати різноманітні сюжетні місії та тактичні завдання від боїв до розвідки і торгівлі, змагатись з іншими гравцями, досліджувати місто і збираючи лут.
Розвитку сюжету сприяють 7 персонажів-Торговців, у яких гравець може отримати квестові завдання, від боїв до розвідки і торгівлі, та необхідний для їх проходження інвентар.
Торговці — мешканці Таркова, що мають доступ до військових складів і ресурсів та/або поставок з боку ООН і ВС РФ. Торговці видають гравцям квести. У них можна придбати і / або отримати у винагороду за виконане завдання необхідні для проходження гри речі.
У версії гри 0.11.7 є 7 персонажів-торговців:
- Прапор — Романенко Павло Єгорович, прапорщик на складах тилової бази постачання Внутрішніх військ, які заблокували Норвінскую область. У період конфлікту ПВК крадькома постачав бійцям ПВК BEAR озброєння, боєприпаси та інше спорядження.

- Терапевт — Хабібулліна Ельвіра, лікар, до початку конфлікту працювала завідувачкою відділенням травматології Центральної міської лікарні. Опікується переважно потребами цивільного населення Таркова.
- Гендляр (рос. — Скупщик) — справжнє ім'я невідоме. Ще з початку військових дій організовував анонімні точки прийому і збуту товару. Залишаючись інкогніто, зміг організувати налагоджену мережу контрабандистів по всій Норвінской області.
- Лижник — Кисельов Олександр Федорович, співробітник митного терміналу Передпортової зони. Спочатку спродував товари терміналу, але в ході конфлікту створив банду і почав стягувати до терміналу все, що погано лежало.
- Миротворець — Тадеуш Пілсудський, постачальник з контингенту ООН. Сидить на одному з центральних блокпостів в Предпортовій зоні Таркова. «Блакитні шоломи» з самого початку конфлікту організували свій невеликий бізнес, скуповують все більш-менш цінне для експорту і постачать місцевим західну зброю, боєприпаси і дещо з військового обладнання.
- Механік — Самойлов Сергій Арсенійович, геній, самітник, любитель зброї і високих технологій.
- Барахольщик — Абрамян Аршавір Саркисович, до конфлікту працював директором великого ринку в передмісті Таркова. Продає все, що пов'язано з одягом та спорядженням.

### Ігрові механіки
Розробники втілили реалістичну бойову модель з достовірною фізикою і балістикою: перегрів, клин та поступове зношування зброї, реалістичні процеси перезарядки, прицілу і пострілу. Збережено реалістичні погодні умови, зміну дня та ночі
Запроваджено новий системний модуль — симулятор бою в екстремальних умовах, що дає повний контроль над рухами персонажа. На стан персонажа впливають зневоднення, нервове виснаження, хвороби і травми.
Для покращення фізичного стану гравцям доведеться використовувати медикаменти та різноманітні речі побуту. У грі реалізовано реалістичну економічну систему, механіки торгівлі, обміну та курсу валют.

### Локації
У версії 0.12.7 гравцям відкрито доступ до локацій:
- Завод — територія і виробничі приміщення хімічного комбінату № 16, які були незаконно здані корпорації TerraGroup. На даний момент більшість приміщень заводу стали притулком для Диких. Складається з двох цехів, з'єднаних між собою підземними коридорами і переходами, а також малих майстерень, робочих місць ІТП та інших допоміжних приміщень[6].
- Ліс — заповідна зона поблизу озер, входить у перелік заповідників Північно-Західного регіону. У лісовому масиві, що займає значну частину території Таркова, розташовано багато об'єктів: покинута залізнична станція, лісопилка, залишки літака і багато іншого[7].
- Митниця — велика ділянка території біля заводу, що включає митний термінал, гуртожиток, мазутне господарство, заправку та інші об'єкти інфраструктури[8].
- Берег — велика частина міста, яка прилягає до портової зони. На території є село, частина будинків якого закинута, сучасні приватні будинки і поля, довгу берегову лінію з човновою станцією, АЗС, метеостанцію, станцію стільникового зв'язку та інші об'єкти. Основний об'єкт — великий санаторій «Лазурний берег», що складається з декількох корпусів і має свою власну гідроелектростанцію. Санаторій використовувався для тимчасового утримання персоналу TerraGroup і її сателітів, які готувались до евакуації через Порт Таркова[9].
- Розв'язка — Південна транспортна розв'язка, ключова ланка в магістральній системі міста. Це стратегічний вузол, що зв'язує портову інфраструктуру з передмістям Таркова. На території знаходиться великий торгівельний центр Ультра, який використовувався МНС в якості основної бази евакуації[10].
- Лабораторія TerraGroup — підземний лабораторний комплекс Terragroup Labs. Це засекречений об'єкт під самим центром Таркова. Офіційно цей науково-дослідний центр ніде не фігурує і, по уривчастих даних, займається вивченням, тестуванням і моделюванням в областях хімії, фізики, біології та високих технологій[11].
- Військова база — секретна база Росрезерву, що згідно легендам містить в собі багаторічний запас провізії, медикаментів і ресурсів на випадок тотальної ядерної війни.
- Притулок

У розробці:
- Вулиці Таркова — центральна частина міста з банками, магазинами, готелями — усіма атрибутами сучасного розвинутого міста.
- Передмістя — спальні райони міста Тарков з усією необхідною інфраструктурою.
- Селище — поселення міського типу Верхнє, невелике містечко поруч з морем. Використовувався місцевими жителями для відпочинку та садівництва.
- Маяк — важливий стратегічний об'єкт міста на мисі Далекий. На початку конфлікту використовувався USEC як точка висадки, тим самим привернув увагу загонів BEAR, покликаних звести присутність ПВК противника на нуль.
- Термінал — велика ділянка портової зони, за чутками є резервною точкою евакуації МНС.

## Історія. Дати релізів
- 5 листопада 2015 року — анонс гри.[12]
- 24 листопада 2015 року — розробники представили екшен-трейлер геймплея.[13]
- 29 грудня 2015 року — на офіційному сайті з'явилася можливість вибрати і купити один з наборів замовлення.
- 2 квітня 2016 року — розробники запустили перший стрім альфа-версії, який через технічні проблеми було вирішено відкласти.
- 18 травня 2016 року — успішно проведений другий стрім альфа-версії.
- 5 серпня 2016 року — стартувала закрита альфа-версія гри.[14]
- 18 серпня 2016 року — BattleState Games з'явилися в прямому ефірі виставки Gamescom, де було анонсовано, що відкрита бета-версія Escape from Tarkov пройде восени (можливо в листопаді 2016), а реліз варто чекати на початку 2017 року.[15]
- 16 грудня 2016 року — анонсований перехід до розширеної альфа-версії.[16]

- 30 травня 2017 року — анонсований перехід до закритої бета-версії.
- 27 липня 2017 року — стартувала закрита бета-версія.
- 29 грудня 2017 року — вихід першої книги «Хижак» Олександра Конторовича за мотивами гри «Escape from Tarkov»
- 22 лютого 2019 року — вихід другої книги «Голос за спиною» Олександра Конторовича за мотивами гри «Escape from Tarkov», пряме продовження історії Хижака. Історія простої людини, вимушеного виживати і пристосовуватися в безжальному світі Таркова.
- 02 березня 2018 року — анонсовано відкриття розширеної бета-версії[17]
- 29 березня 2019 року — Battlestate Games повідомила про прем'єру 1 епізоду кіносеріалу «Raid»[18][19]